# حسين عربلينسكي
خلافوف حسين محمد أوعلو (بالأذرية: Xələfov Hüseyn Məmməd oğlu) (حسين عربلينسكي) (1881، باكو - 4 مارس 1919، باكو) - ممثل ومخرج أذربيجاني، أحد من مؤسسي فن المسرح الأذربيجاني المحترف.

## حياته
ولد حسين عربلينسكي في مارس عام 1881، في باكو في عائلة بحار.
قررت الحكومة الأذربيجانية عن الخلد ذكرى حسين أرابينسكي في عام 1969.
بهذا الصدد سمي مسرح الدولة الدراما للشباب سومغايت باسم حسين أرابينسكي.
يتحدث تمثيلية «مصير الفنان» لكات إلجين حياة ونشاط الممثل البارز.
ولأول مرة ظهر حسين عربلينسكي على المسرح في عام 1897، عندما لعب في الكوميديا التي قام بها جحانجير زينالوف من ميرزا فاتالي أخوندوف «الوزير من خانات لنكران» بدور خطيب كريم.
في عام 1916 شارك في فيلم «في مملكة النفط والملايين» من إخراج بوريس سفيتلوف في دور لوتفالي بأي.
وكما لعب دور الشاه («آغا محمد شاه قاجار»،  م.ف. أخندوف)، خليستاكوف («المفتش»، ن. ف. غوغول)، حيدر بأي (حجي قارى، م.ف. أخندوف)، عطيل («عطيل»، وليم شكسبير) وغيرها.

## فيلموغرافية
- النفط والملايين في العالم (فيلم، 1916)
- أسياد المرحلة الأذربيجانية (فيلم، 1965)
- عمر عوزير (فيلم، 1981)
- حسين عربلينسكي (فيلم، 1982)

## روابط خارجية
- حسين عربلينسكي على موقع IMDb (الإنجليزية)
- حسين عربلينسكي على موقع قاعدة بيانات الفيلم (الإنجليزية)